# 술모나
술모나(이탈리아어: Sulmona)는 이탈리아 아브루초주 라퀼라도에 있는 코무네이다. 선사시대에 사라진 호수로 인해 생겨난 고원인 발레 펠리냐에 위치해있다. 고대시대에는 파일리그니족의 가장 중요한 도시중 하나였고 오비디우스의 고향 도시라고도 알려져있고 도심의 광장에는 그의 청동상이 있으며 도심의 중심도로에는 그의 이름을 딴 도로도 있다.

## 콘페티

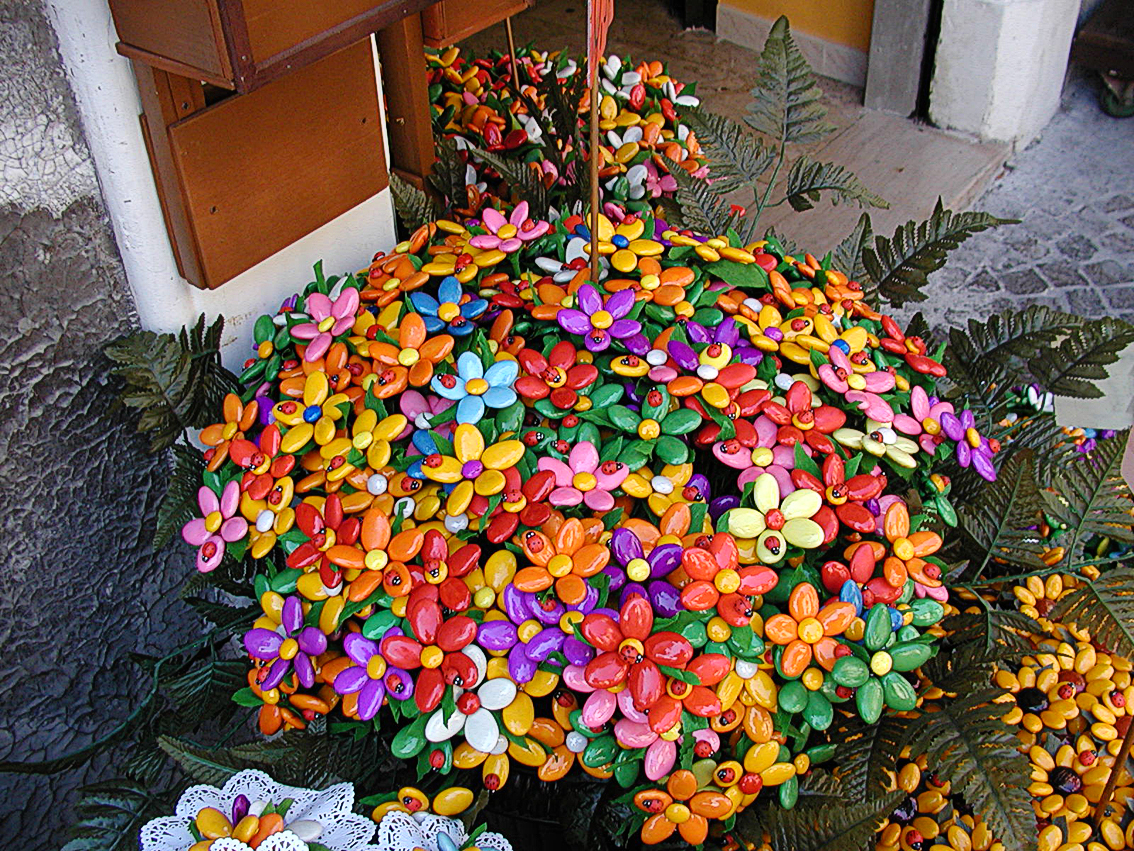
콘페티로 만든 꽃

콘페티는 콘페티라고 알려진 이탈리아 과자류의 발상지이다. 콘페티는 설탕이 입혀진 아몬드이고 전통적으로 결혼식과 특별한 행사에 친구들이나 친척들에게 준다. 콘페티는 먹을 수도 있고 장식으로 쓰인다. 지역의 예술가들은 색이 입혀진 콘페티를 꽃과 다른 무언가를 만들때 공예품으로 사용한다. 두 개의 큰 공장이 도시에 위치해있고 일부가게에서 콘페티 상품을 판매를 한다.

## 자매 도시
- 캐나다 해밀턴
- 루마니아 콘스탄차
- 독일 부르크하우젠
- 그리스 자킨토스